# Hohenbergia abbreviata
Hohenbergia abbreviata là một loài thực vật có hoa trong họ Bromeliaceae. Loài này được L.B.Sm. & Proctor mô tả khoa học đầu tiên năm 1960.